# Джейсон Бреннан
Джейсон Бреннан (англ. Jason F. Brennan; нар. 6 грудня 1979) — американський філософ та політолог. Професор стратегії, економіки, етики та публічної політики в Школі бізнесу Макдоноу при Джорджтаунському університеті. Професійно досліджує демократичну теорію, етику голосування, політичну та економічну свободу й моральні основи ринкового суспільства. Присвячує свої роботи теорії влади, дослідженню впливу компетентності виборців. Бреннан сповідує лібертаріанські погляди, поєднуючи ліберальну традицію обстоювання індивідуальних економічних і політичних свобод з урахуванням вимог соціальної справедливості.
Увага Бреннана зосереджена на перетині політичної філософії та емпіричних соціальних наук, особливо на питаннях поведінки виборців, спроможності реальної демократії, її теоретичних альтернативах та питаннях свободи. У своїх роботах доводить, що більшість пересічних громадян, незнаючих, нерозсудливих, упереджених, мають моральний обов'язок утримуватися від голосування. Продовжуючи інтелектуальну традицію, що в античності бере початок від Платона, а в новітній філософії від Мілля, виступає на захист епістократії, такої політичної системи, при котрій правом голосу наділені тільки знаючі виборці, виборці з високим рівнем поінформованості у питаннях політики, економіки та обізнані з основами інших суспільно-політичних наук. У книзі «Проти демократії» (2016), перекладеної десятьма мовами, в тому числі українською, він доводить, що виборці при демократії недостатньо компетентні й, з огляду на зникомо малий вплив одного голосу на результат голосування, не мають стимулів здобувати відповідні знання, щоб робити раціональний вибір на виборчих дільницях.
На сторінках видання «Вашингтон пост» Ілля Сомін назвав Джейсона Бреннана одним з провідних світових експертів з проблем голосування та політичних знань виборців.

## Освіта
Джейсон Бреннан здобув освіту в Кейсівському університеті Західного резервного району та Університеті Нью-Гемпшіра. Докторський ступінь з філософії захистив під керівництвом Девіда Шмідца в Університеті Аризони. З 2006 року викладає в Браунівському університеті.

## Основні книги
- Тріщини у вежі зі слонової кістки (2019, у співавт. з Філліпом Маґнессом);
- Коли все інше не дає результату: Етика спротиву державній несправедливості (2018);
- На захист відкритості (2018, у співавт. з Басом ван дер Воссеном);
- Проти демократії (2016, друге видання 2017; укр. переклад 2020);
- Політична філософія: Вступ (2016);
- Ринки без кордонів (2015, у співавт. з Пітером Яворскі);
- Обов'язкове голосування: «За» та «Проти» (2014, у співавт. з Лізою Хілл);
- Чому б не капіталізм? (2014);
- Лібертаріанство: Що треба знати кожному? (2012);
- Етика голосування (2011);
- Коротка історія свободи (2010, у співавт. з Девідом Шмідцом)

## Українські переклади
- Джейсон Бреннан. Проти демократії. — К.: Дух і Літера, 2020. — 464 с. — ISBN 978-966-378-728-2
- Джейсон Бреннан. Правом голосу мають бути наділені тільки знаючі [Архівовано 14 січня 2020 у Wayback Machine.]